# Doxografia
Doxografia deriva da palavra grega "δόξα" (doxa), que significa aparecer; opinião + "γραφία" (grafia); escrita; descrição. Doxografia é o relato das ideias de um autor quando interpretadas por outro autor, ao contrário do fragmento, que é a citação literal das palavras de um autor por outro. O termo foi cunhado pelo helenista alemão Hermann Diels, em sua obra Doxographi Graeci (Berlim em 1879).

## Doxógrafos gregos
Muitas das obras dos grandes filósofos gregos não chegaram até nós. Nosso conhecimento, limitado, depende do trabalho de autores menores; trabalhos esses recolhidos em comentários ou biografias ou fragmentos de paráfrase dessas obras perdidas. Filósofos como Platão e Aristóteles também atuam como doxógrafos. Seus comentários sobre as ideias de seus predecessores indiretamente nos dizem o que eles pensavam. Platão, em Apologia de Sócrates, por exemplo, nos diz muito do que sabemos sobre a filosofia natural de Anaxágoras de Clazômenas. Considera-se Teofrasto, autor de Opinião dos Físicos, o fundador da doxografia. Um exemplo clássico da doxografia grega é a obra de Diógenes Laércio, Vidas e Doutrinas dos Filósofos Ilustres. Graças a ele sabemos um pouco sobre alguns filósofos gregos, como os cínicos Diógenes de Sínope e Crates de Tebas. O léxico de Fócio e Suda também podem ser consideradas obras doxográficas. Aristóteles fazia doxografia quando expunha a opinião de um filósofo para em seguida criticá-la.